# Moulin de Saint-Piat
Le moulin de Saint-Piat est un moulin à eau situé sur l'Eure à Saint-Piat, dans le département français d'Eure-et-Loir en région Centre-Val de Loire.

## Historique
Ce moulin a été agrandi en 1865 d'après une date gravée sur une arche, mais il existait dans la première moitié du XVIIIe siècle, selon des archives de 1745.
Au XXe siècle, en plus de la production de farine, le moulin alimentait une huilerie construite à proximité.
L'activité a cessé en 1960.

Le moulin de Saint-Piat
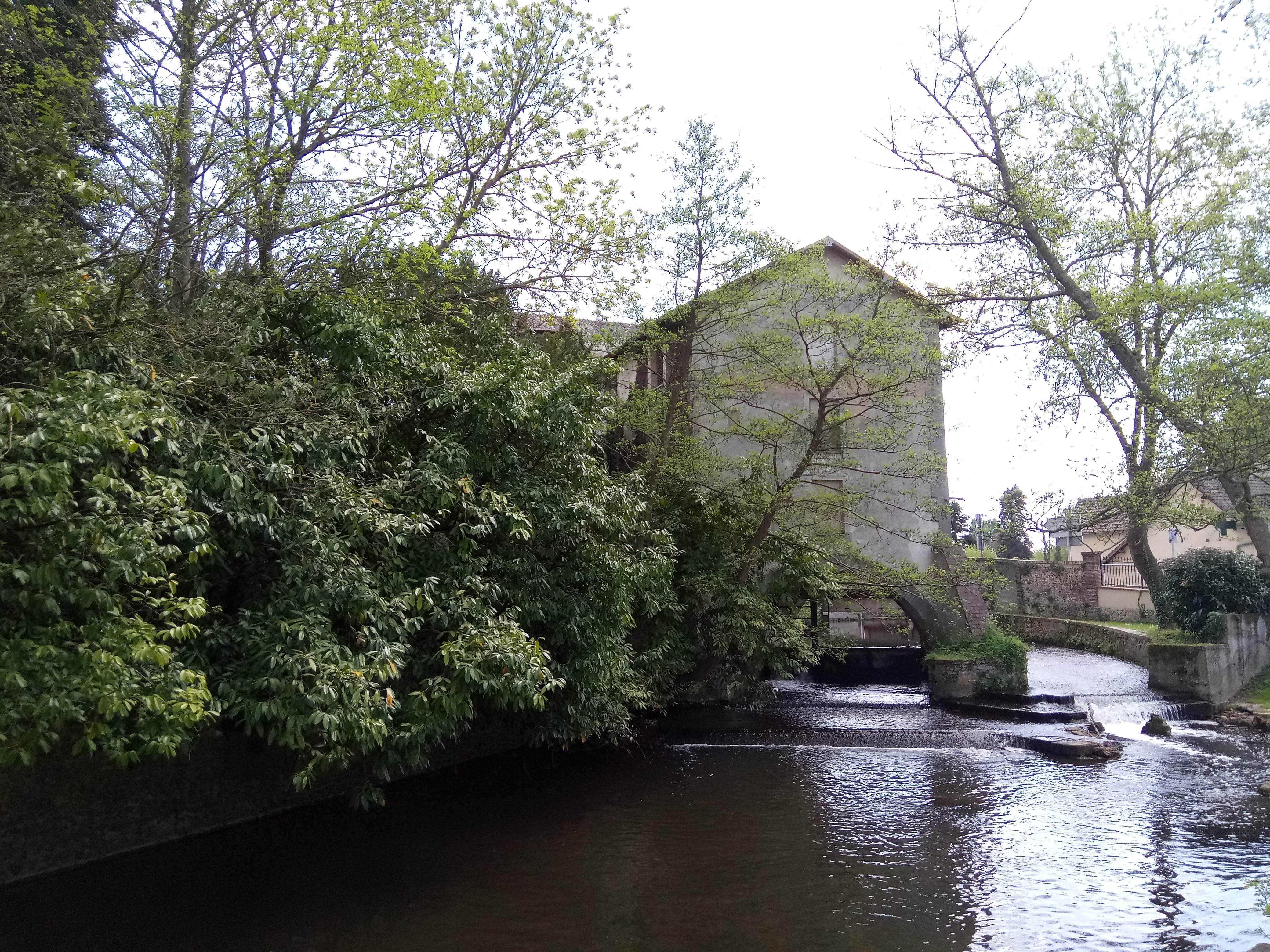
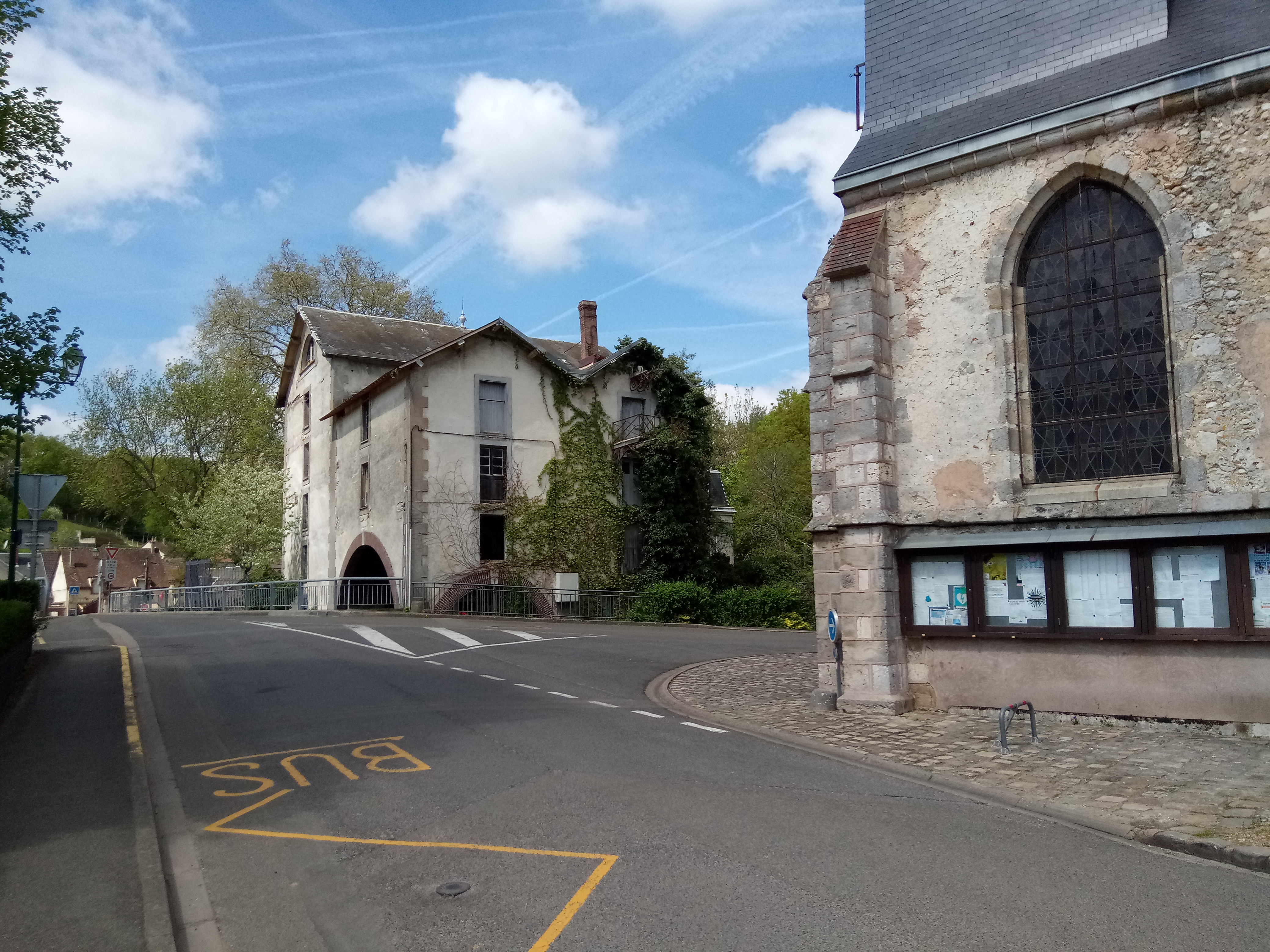
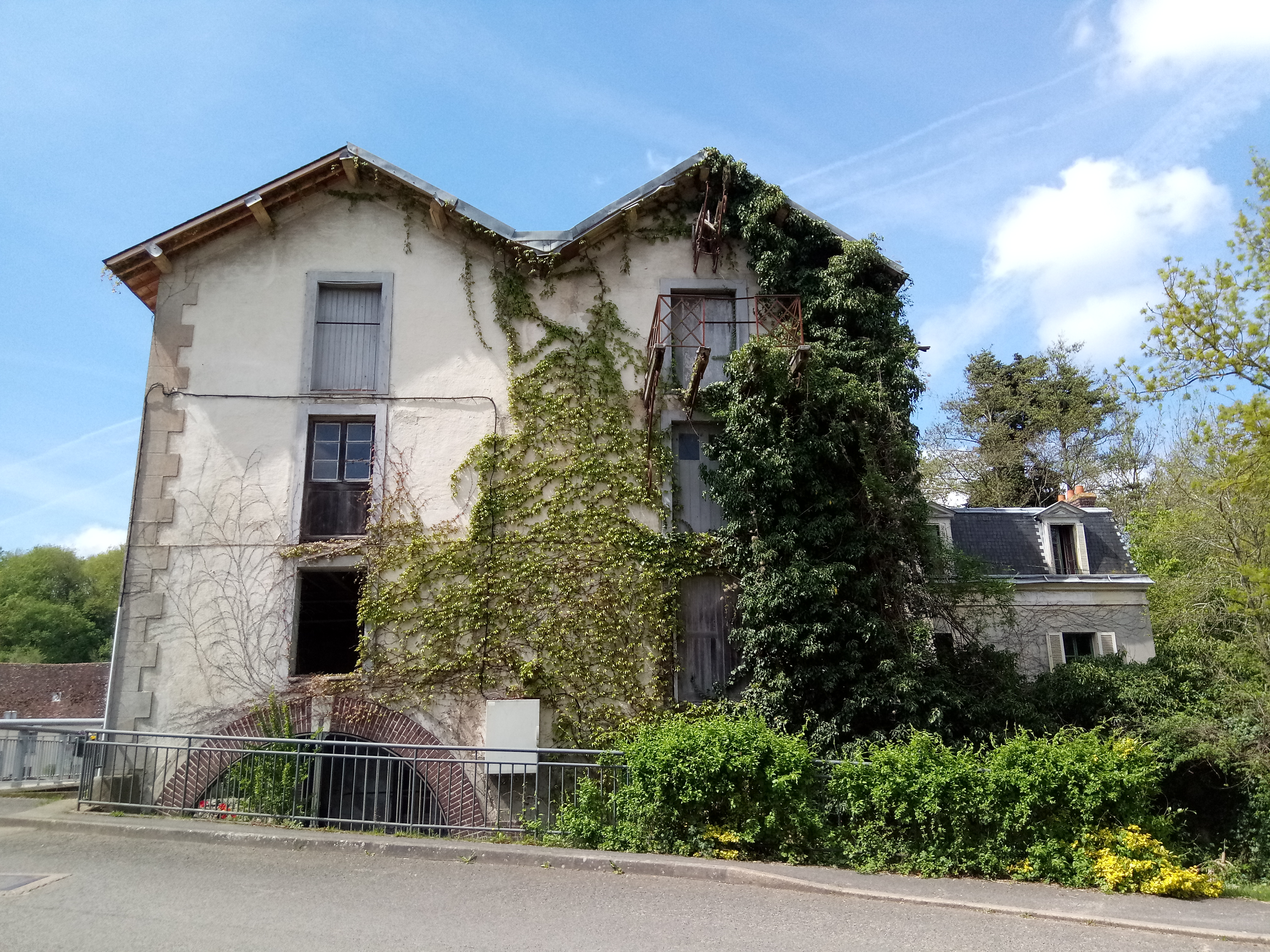
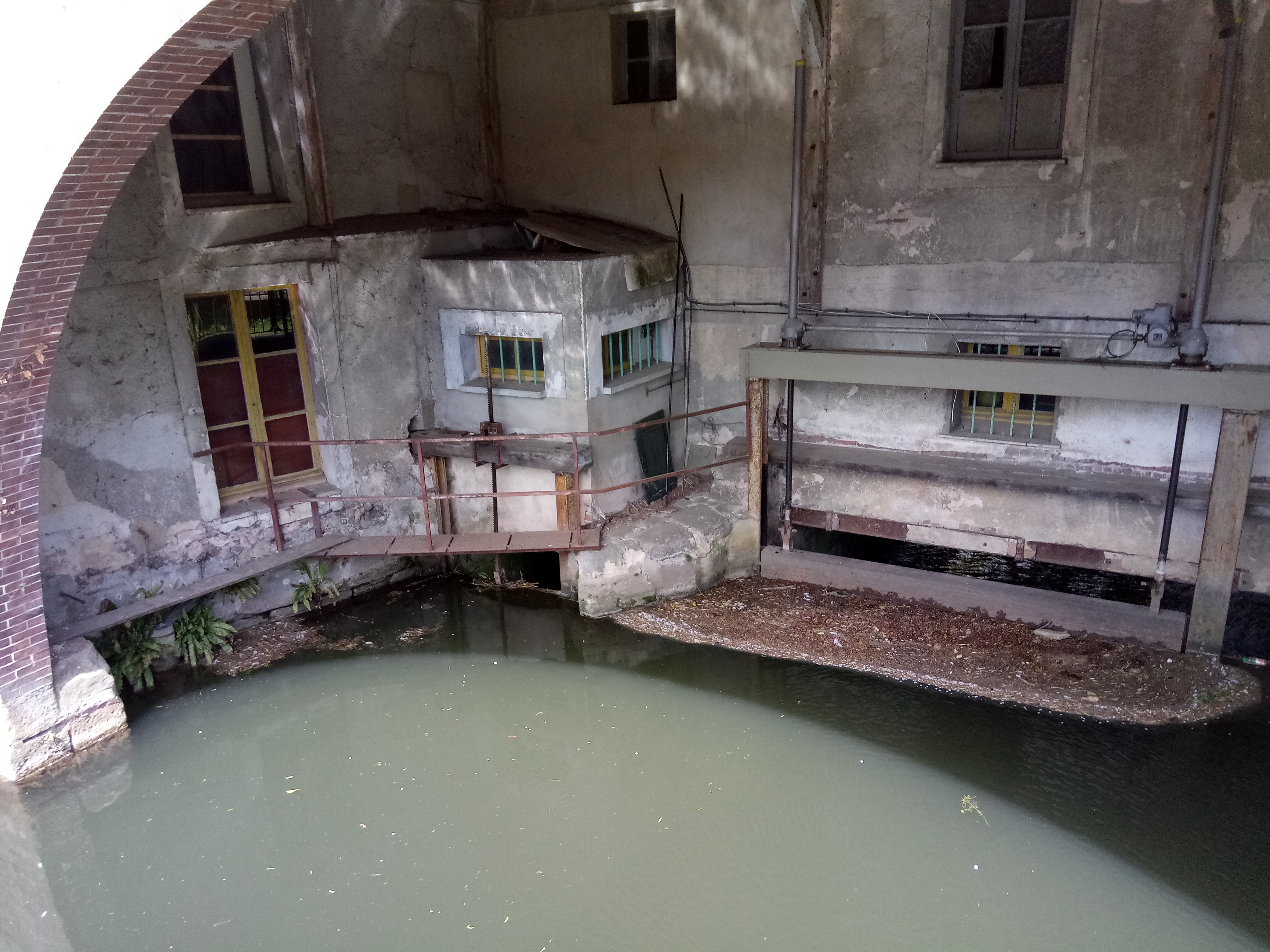